# Мария Арагонская (королева Португалии)
Мария Арагонская (исп. María de Aragón y Castilla, порт. Maria de Aragão e Castela; 29 июня 1482 — 7 марта 1517) — вторая жена Мануэла I Португальского, мать Жуана III и Энрике. Была королевой-консортом Португалии с 1500 года до своей смерти.

## Биография
Родилась 29 июня 1482 года. Была четвёртой дочерью и пятым ребёнком в семье католических королей Изабеллы Кастильской и Фердинанда II Арагонского. Сестра-близнец Марии скончалась при рождении.
В планах испанских монархов был брак их дочери с королём Шотландии Яковом IV, но свадьба не состоялась, и 30 октября 1500 года Марию выдали замуж за португальского монарха Мануэля I, который ранее был женат на её старшей сестре Изабелле, умершей при родах за два года до этой свадьбы. Брак Марии и Мануэля был заключён в целях союза между Испанией и Португалией, однако объединение двух государств произошло только спустя восемьдесят лет, когда король Испании Филипп II присоединил Португалию к Испании и стал её королём. В приданое принцессы входили города Визеу и Торреш.
Брак Марии Арагонской длился семнадцать лет. За это время королева родила десять детей, в том числе и будущего короля Португалии Жуана III.
Мария скончалась 7 марта 1517 года из-за последствий недавних родов. Появившийся на свет сын Антонио Португальский умер через несколько дней после рождения.
Королева Португалии была похоронена в монастыре Жеронимуш, находящемся в Лиссабоне.

## Дети
- Жуан (1502—1557), король Португалии Жуан III;
- Изабелла (1503—1539), супруга императора Карла V;
- Беатриса (1504—1538), супруга герцога Савойского Карла III;
- Луиш (1506—1555), 5-й герцог Бежа (1506—1555) и отец будущего короля Португалии Антониу I;
- Фернанду (1507—1534), 1-й герцог Гуарды и Транкозу (1530—1534);
- Афонсу (1509—1540), епископ Гуарды, Визеу и Эвора, архиепископ Лиссабона, кардинал;
- Мария (1511—1513);
- Энрике (1512—1580), кардинал, затем король Португалии Энрике I;
- Дуарте (1515—1540), 4-й герцог Гимарайнш (1537—1540), в браке с Изабеллой Браганса. По женской линии предок короля Жуана IV, первого из династии Браганса.

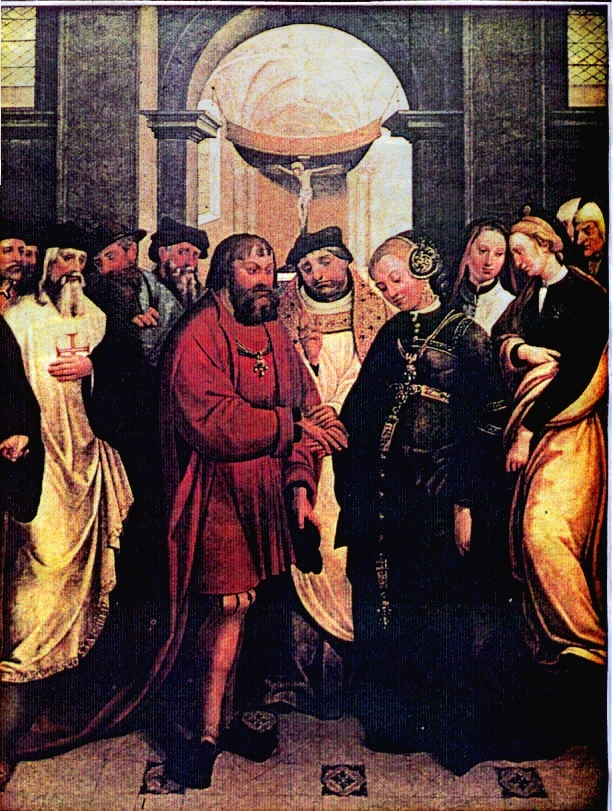
Обручение Мануэля I и инфанты Марии

- Антонио (1516).